# Betschdorf

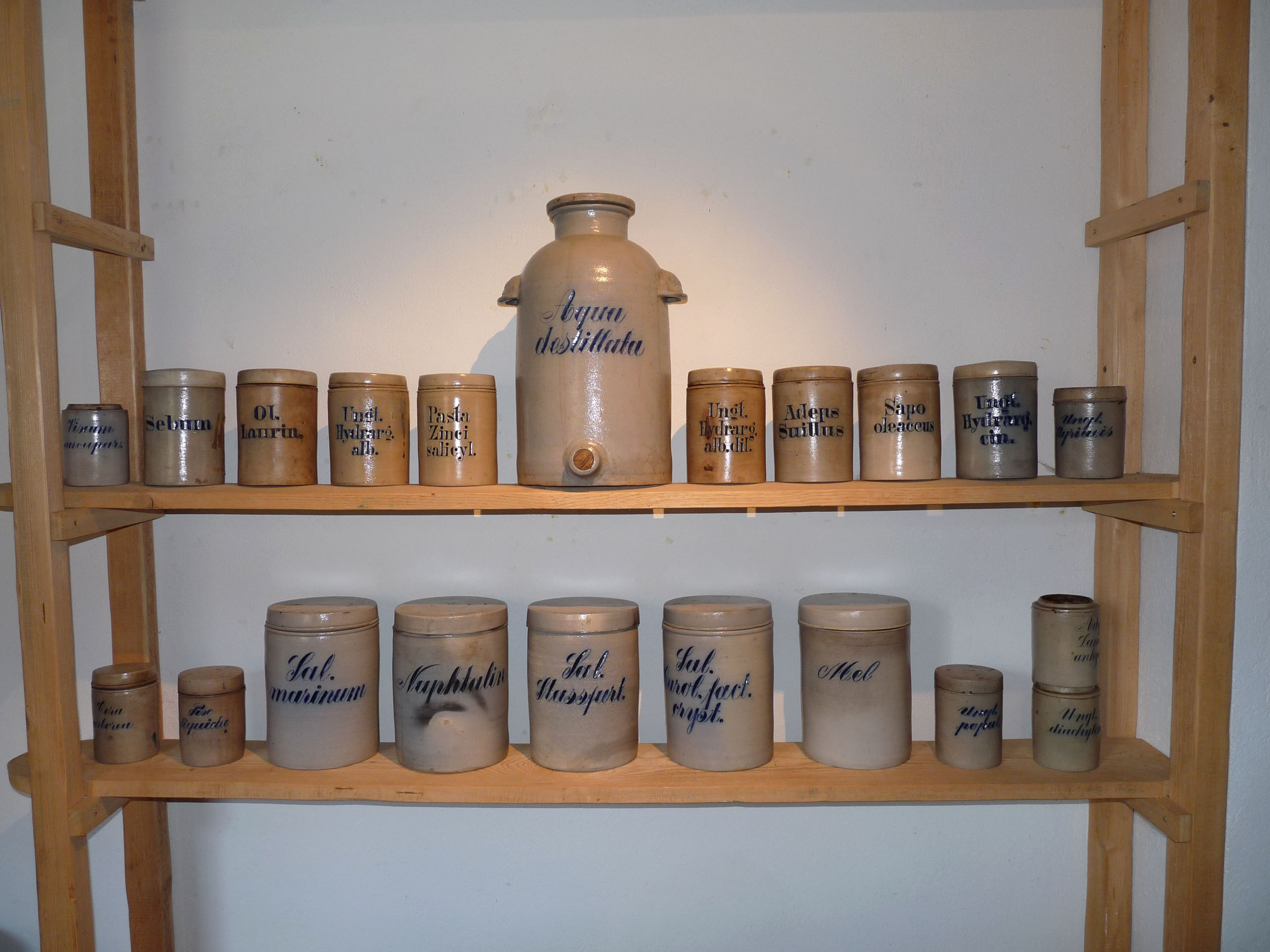
Apothekengefäße im Töpfereimuseum Betschdorf

Betschdorf ist eine französische Gemeinde mit 4192 Einwohnern (Stand 1. Januar 2021) im Département Bas-Rhin in der Europäischen Gebietskörperschaft Elsass und in der Region Grand Est.

## Geschichte
Betschdorf bestand historisch aus zwei Dörfern Niederbetschdorf und Oberbetschdorf. Die heutige Gemeinde entstand, als am 1. Juli 1972 die Dörfer Kuhlendorf, Reimerswiller und Schwabwiller eingemeindet wurden.

## Wirtschaft und Verkehr
Betschdorf hat sich durch die einheimische Töpferei einen Namen gemacht.
Bei der Rue de la Gare endet eine Eisenbahnstrecke, die heute nicht mehr in Betrieb ist. Auf der stillgelegten Bahntrasse ist ein Radweg eingerichtet worden, der Betschdorf mit Surbourg verbindet.
In Betschdorf haben sich Industrie sowie das Kleingewerbe angesiedelt. Aus der Automatisierungstechnik ist die Pilz GmbH & Co. KG ansässig.

## Töpferei-Tradition
Zu Beginn des 18. Jahrhunderts siedelten sich Steinzeugtöpfer aus dem Kannenbäckerland im Westerwald in Betschdorf an. Die benötigten Rohstoffe Ton und Holz gewannen sie aus dem benachbarten Hagenauer Forst.
Wie schon vor tausend Jahren in China wird auch heute noch der Ton auf Drehscheiben von Hand geformt. Das angetrocknete Geschirr wird mit einem eingeritzten Dekor versehen und kobaltblau bemalt. Im letzten Schritt wird die Ware gebrannt und bei 1250 Grad mit einer Salzglasur versehen.
Im Mittelalter gelangte diese Technik nach Europa. Im Jahre 1734 eröffneten Peter Wingerter und Johannes Krummeich aus dem Westerwald in Betschdorf die ersten Töpferwerkstätten. Ende des 18. Jahrhunderts gab es bereits 20 Töpfereien in Betschdorf. Nach der Französischen Revolution siedelten sich weitere Töpferhandwerker an, unter ihnen Remmy, Schmitter und Burger.
Heute gibt es noch fünf Töpferbetriebe in Betschdorf, welche die blau-graue salzglasierte Töpfer-Keramik als Dekorware anbieten.

## Bevölkerungsentwicklung
| 1962 | 1968 | 1975 | 1982 | 1990 | 1999 | 2008 | 2017 |
| ---- | ---- | ---- | ---- | ---- | ---- | ---- | ---- |
| 2757 | 2848 | 3038 | 3371 | 3628 | 3727 | 4001 | 4161 |